# Commandante Ramona
La Commandante Ramona, ou comandanta Ramona, (Chiapas, 1959 – San Cristóbal de las Casas, 6 janvier 2006) est une indigène tzotzil et commandante de l'Armée Zapatiste de Libération Nationale (EZLN) du Chiapas, au Mexique. Elle a été une des figures publiques les plus importantes durant les premières années du soulèvement zapatiste et eu un rôle central dans le Mouvement des femmes zapatistes.
La commandante Ramona a été une des représentantes les plus célèbres de l'EZLN pendant les premières années de la vie publique du mouvement et elle reste une figure tutélaire majeure du zapatisme.

## Vie personnelle
Née en 1959, dans une communauté tzotzil de la région montagneuse de Los Altos au Chiapas, à San Andrés Sacamch’en de Los Pobres. Ramona, comme la plupart des femmes de sa communauté est brodeuse, activité qu'elle poursuit lors de son engagement au sein de l'EZLN. Comme beaucoup d'indigènes des montagnes du Chiapas alors, Ramona est illettrée et ne connait que le tzotzil, c'est au contact de l'armée zapatiste qu'elle apprend à parler et écrire en castillan. Au sein de l'EZLN, elle devient une des comandantas chargées de diriger l'armée.

## Participation au Comité clandestin révolutionnaire indigène de l'EZLN
Ramona a milité pendant plus de vingt ans au sein de l'EZLN, son action pour la défense des droits des femmes indigènes à la santé, l'éducation et pour une rémunération juste du travail artisanal l'a rendue célèbre dans les communautés des hautes terres du Chiapas. Comme membre du Comité Clandestin Révolutionnaire Indigène de l'EZLN (CCRI), elle a participé au travail de planification du soulèvement du 1er janvier 1994, elle a aussi pris une part active lors de la prise de San Cristóbal de Las Casas.

## La loi révolutionnaire des femmes
Un an avant le soulèvement armé, la commandante Ramona et la Majore Ana María ont mené une consultation auprès des femmes habitant les communautés sous contrôle de l'EZLN sur leurs conditions de vie et leurs revendications. Les enseignements qu'elles obtiennent ainsi se cristallisent alors dans la Loi Révolutionnaire des Femmes.
La loi est approuvée lors d'une consultation des bases par les communautés indigènes le 8 mars 1993. Elle est ensuite publiée de concert avec la Première Déclaration de la Forêt Lacandone, le 1er janvier 1994. Sa fonction est de garantir les droits reproductifs, éducatifs, politiques et au travail des femmes.

## Soulèvement zapatiste et négociations avec l'État mexicain
Le 1er janvier 1994, en tant que commandante de l'EZLN, la comandanta Ramona participe au soulèvement zapatiste. Le 21 février 1994, les négociations entre l'EZLN et le gouvernement mexicain du président Ernesto Zedillo commencèrent officiellement. La commandante Ramona fait partie des négociateurs zapatistes lors des Dialogues de la cathédrale de San Cristóbal.
Près d'un an plus tard, le 9 février 1995, Zedillo décrète une intervention militaire contre les communautés zapatistes, rompant la trêve établie dans le cadre des négociations et encerclant les milices indigènes dans la forêt. Le 9 octobre 1996, la commandante Ramona  brise le siège pour se rendre à Mexico afin de participer à la Convention Nationale Indigène. Il s'agissait par ailleurs du premier voyage hors du Chiapas d'un membre de l'EZLN et son apparition publique a été acclamée par des milliers de personnes sur la Place de la Constitution.

## Problèmes de santé
En 1996, Ramona est diagnostiquée avec une insuffisance rénale due à un cancer, de ce fait sa santé était précaire pendant une grande partie des négociations. Lors de son voyage à Mexico, elle reçoit une greffe de rein grâce au don de son frère. Malgré son état de santé fragile, elle parvient à se rétablir, récupérer et à continuer à participer activement en tant que représentante publique de l'EZLN.

## Dernière apparition publique et décès
Ramona est apparue en public pour la dernière fois lors des réunions préparatoires de l'Autre Campagne, le 16 septembre 2005, au Caracol de La Garrucha. Elle avait déjà subie une intervention pour ses troubles rénaux et sa santé se détériorait. Neuf ans après sa greffe de rein, le cancer est revenu sous une forme plus agressive.
Le 6 janvier 2006, le sous-commandant Marcos a annoncé publiquement le décès de la commandante Ramona lors d'un événement de l'Autre Campagne.
À la suite du décès de la comandanta, le sous-commandant Marcos a suspendu les activités de l'Autre Campagne pendant plusieurs jours pour être présent à ses funérailles, qui se sont déroulées dans la selva chiapanèque.